# Prodasineura flammula
Prodasineura flammula är en trollsländeart som beskrevs av Maurits Anne Lieftinck 1948. Prodasineura flammula ingår i släktet Prodasineura och familjen Protoneuridae. IUCN kategoriserar arten globalt som otillräckligt studerad. Inga underarter finns listade i Catalogue of Life.